# Чжоугун (вежа)

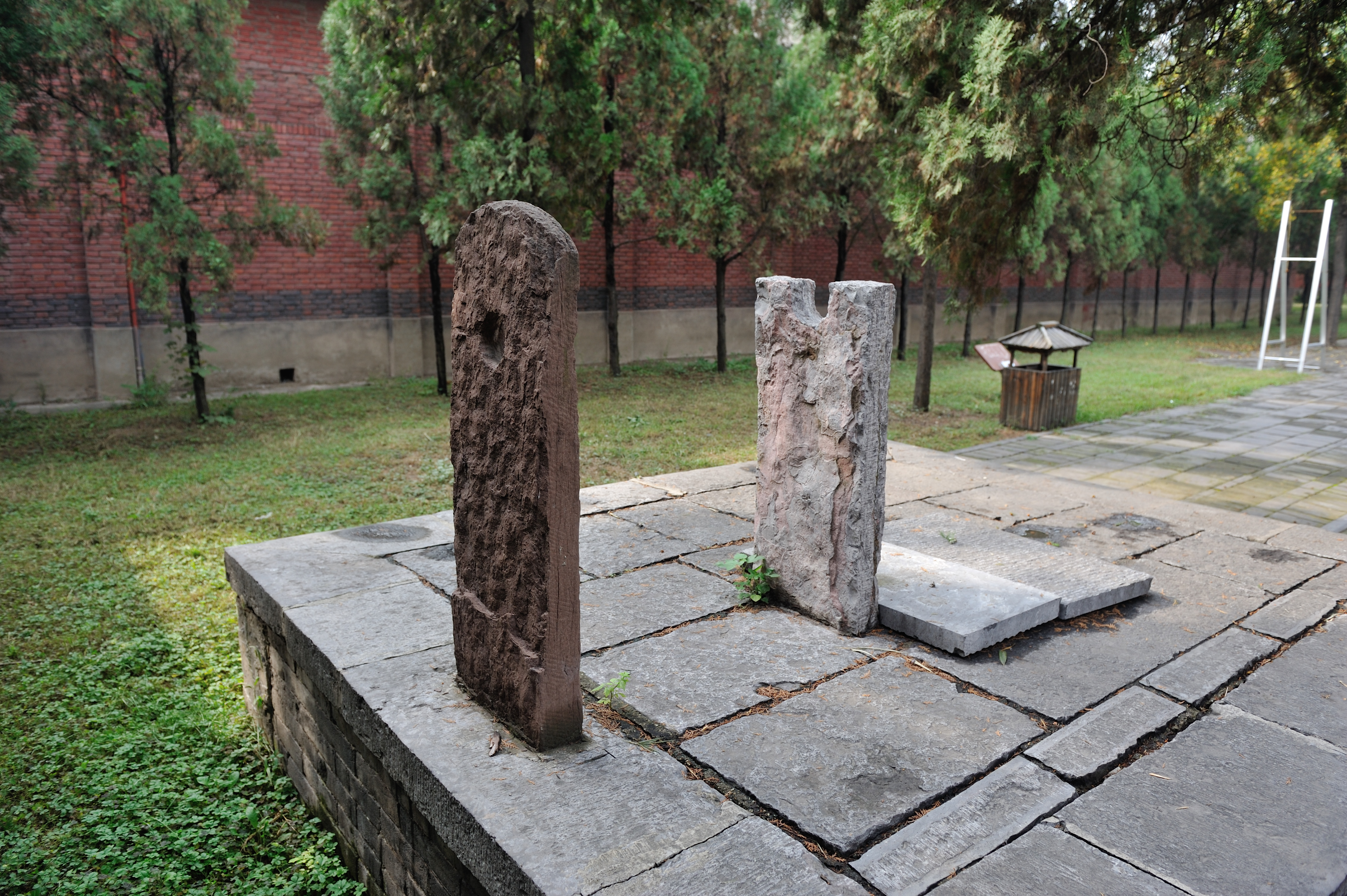
Рештки вежі Чжоугун

Чжоугун (кит.: 周公測景台, піньінь: Zhōugōngcè jǐngtái) — стародавня вежа та платформа біля неї, що знаходяться поруч з обсернваторією Ґаочен в китайській провінції Хенань. У 2010 році Чжоугун разом з іншими історичними пам'ятками Денфен увійшла до переліку Світової спадщини ЮНЕСКО. Вежа і платформа були першими астрономічними обсерваторіями Китаю.

## Історія
Зведена в часи династії Чжоу, близько 3000 років тому. Тоді цю місцину називали Янчен (сучасне м. Ґаочен). Роботи були проведені у 1040-х роках до н. е. за ініціативи впливового політика Чжоу-гуна. Звідси походить назва самої вежі. Місцем обрано священну гору Суншань, де розташовувався, на думку стародавніх китайців, центр неба й землі (за сучасними дослідженнями вона є однією з вдалих місць для астрономічних досліджень).
Вежа Чжоугун повинна була слугувати вимірюванню тіні сонця та дослідженням полярної зірки на кшталт гномона. Крім того разом з платформою, на якій вона стояла, виконувала роль сонячного годинника. Точність коливалася від 2 до 20 хвилин. На основі отриманих даних китайські астрономи вимірювали сонячний рік та змогли створити перші календарі.
На ній проводилися до слідження до 774 року до н.е, коли із занепадом династії Західна Чжоу, вони припинилися. Тоді Китай поринув до боротьбу, що отримала назву період Чуньцю. Ймовірно в ці роки вона постраждала.
За часи династії Тан тут були проведені відновлювальні роботи. На думку більшості дослідників старинного гномона Чжоу-гуна вже не існувала, оскільки є відомості про зведення нового — І Сіном у 723 році. Дослідження у 729 році проводив астроном Наньгун Юе, який очолював одну з груп астрономів, спрямованих вченим І Сіном задля створення досконалого календаря «Да Янь». В подальшому тут здійснювалися спостереження астрономами в часи період Північної Сун.
За цих обставин тривають суперечки вчених стосовно відповідності існуючих будівель інформації про обсерваторію Чжоу-гуна. Частина вважається, що від неї залишилася платформа, інші дотримуються думку, що даний комплекс повністю слід відносити до часів династії Тан.
Натепер є частково зруйнованою. У 1961 році уряд КНР включив Чжоугун до переліку культурних пам'ятників, що потребує захисту. Сьогодні територія Чжоугун відкрита для відвідувачів.

## Опис

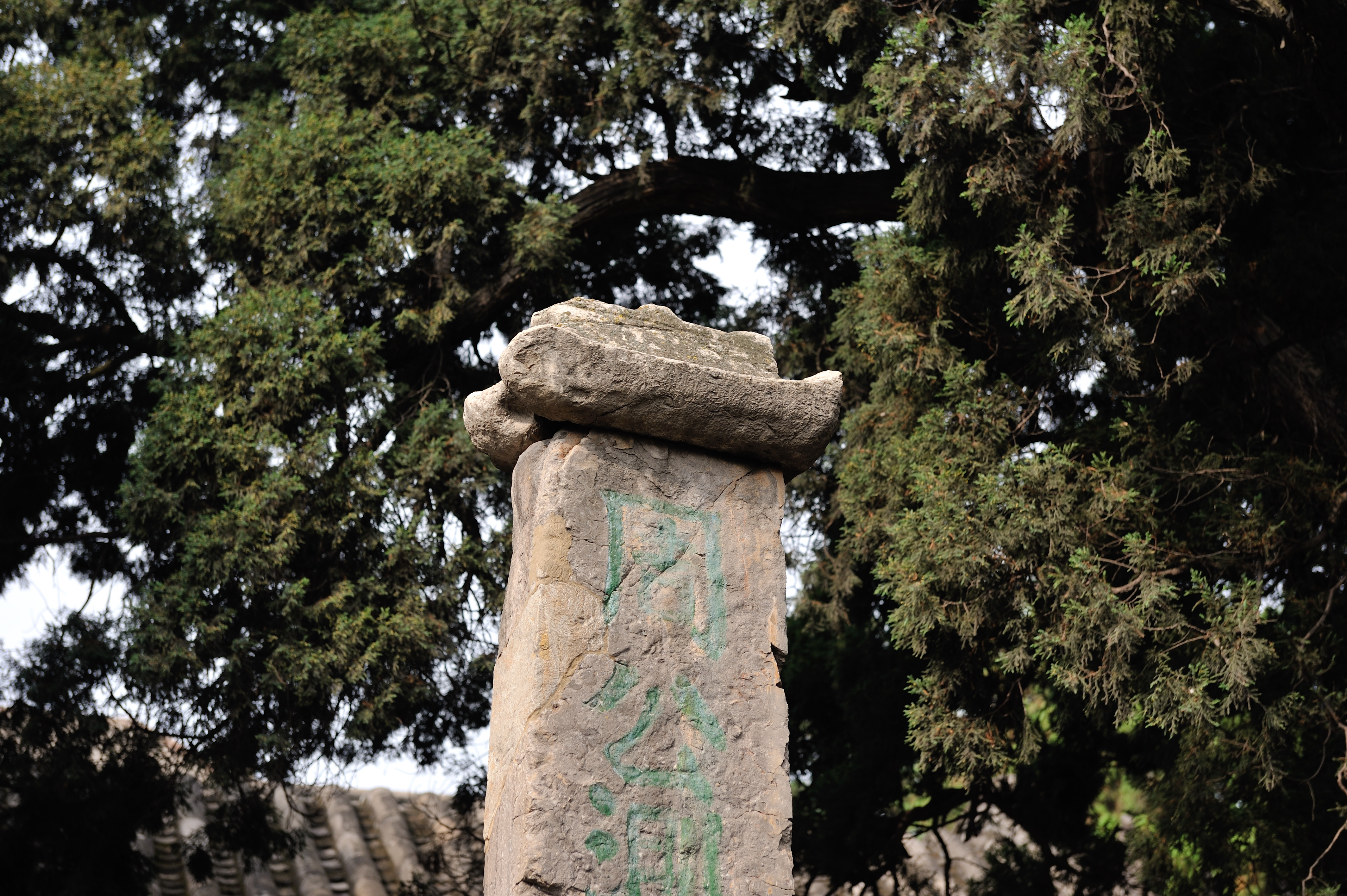
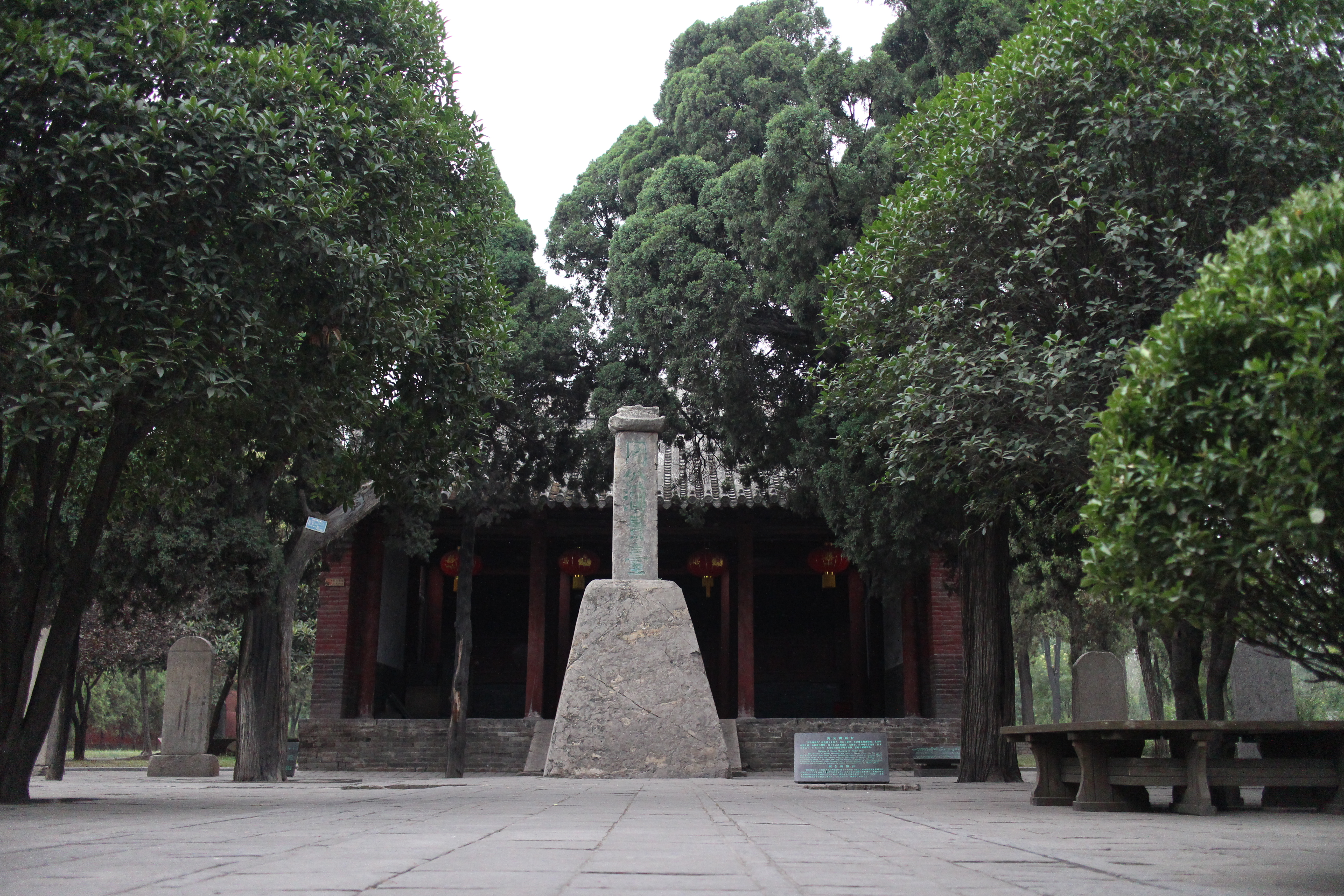

Розташована на горі Суншань, неподалік від міста Денфен (провінція Хенань). На деякому віддалені від неї стоїть астрономічна обсерваторія Ґаочен засів династії Юань. Це порівняно невисока вежа, на пласкій верхівці якої розміщені кутові інструменти. Висота її становить 1,98 м (складається зі стоячою каменю заввишки 1.64 м й верхньої частину в 34 см). У нижній частині він практично прямокутний, у верхній — квадратний. Таким чином, сонце опівдні в день літнього сонцестояння не відкидає тінь за межі зрізаної пірамідальної бази.
За переказами вежа Чжоу-гуна мала заввишки 2,67 м. Тінь від башти падала на платформу у дні літнього і зимового сонцестояння та рівнодення. Найкоротша тінь становить 50 см.